# Konrad Pellikan

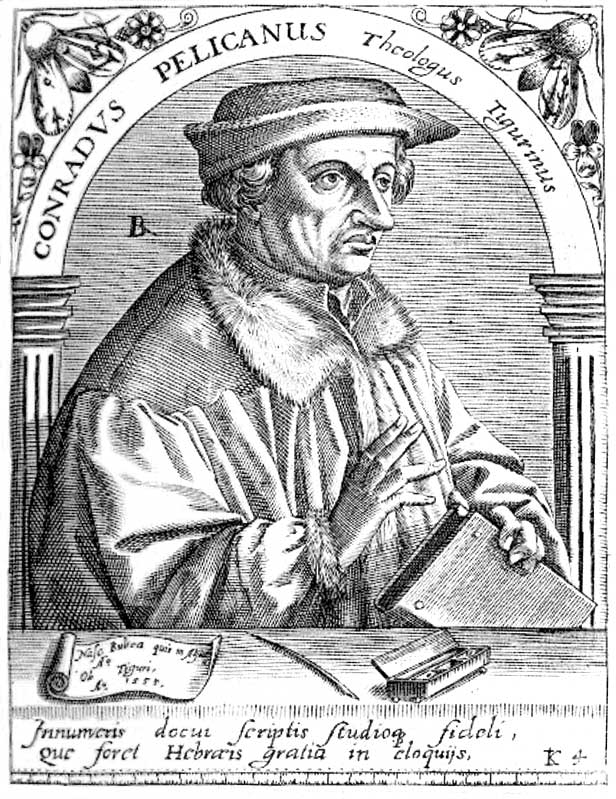
Konrad Pellikan.

Konrad Pellikan (eller Pellicanus, latinisering av Kürsner), född den 9 januari 1478 i Rufach i Elsass, död den 5 april 1556 i Zürich, var en tysk teolog under reformationstiden. Han var systerson till Jodocus Gallus, morbror till Conrad Lycosthenes och svåger till Johannes Fries.
Pellikan inträdde 1493 i hemstadens minoritkloster för att fortsätta de studier, som fattigdomen tvungit honom att avbryta. Särskilt ägnade han sig åt hebreiska språkstudier och utgav Tysklands första hebreiska grammatik: De modo legendi et intelligendi hebraeum (1504). I Basel, där han med värme omfattat lutherska idéer, skyddades han av rådet mot förföljelser och anställdes som professor i teologi 1523. Ett par år senare kallades han som professor i grekiska och hebreiska till Zürich, där han höll exegetiska föreläsningar och troget verkade till sin död. Upplysande för tidsförhållandena är hans självbiografi, Chronicon Conradi Pellicani Rubeaquensis ad filium et nepotes (1544; till universitetets i Tübingen fjärde sekularfest utgiven av Bernhard Riggenbach, Basel 1877).